# Гусаров, Николай Николаевич
Никола́й Никола́евич Гуса́ров (20 ноября 1940, Севастополь — 17 апреля 2022, Екатеринбург) — советский и российский кинорежиссёр, сценарист, актёр. Заслуженный артист Удмуртской АССР (1974).

## Биография
С началом войны был эвакуирован с матерью в Ростовскую область, посёлок Зимовники. В 1958 году окончил Зимовниковскую среднюю школу и два года жил и работал в Ростове-на-Дону разнорабочим, слесарем-котельщиком, помощником кочегара на водотрубных котлах промышленного типа.
В 1960 году поступил в Москве в театральное училище им. Щепкина (мастерская В. И. Коршунова). По окончании служил актёром в театрах таких городов, как Пенза, Кемерово, Омск, Ижевск. Получил звание заслуженного артиста УАССР.
В 1976 году поступил на Высшие режиссёрские курсы при Госкино СССР.
С 1978 года — режиссёр-постановщик х/ф Свердловской киностудии.
Работал режиссёром в Уральском театре эстрады, на телекомпании «4 канал».
Скончался 17 апреля 2022 года в Екатеринбурге на 82-м году жизни. Похоронен на Широкореченском кладбище.

### Семья
Жена Надежда Даниловна Гусарова. Две дочери Анастасия и Дарья.

## Фильмография

### Режиссёр
- 1999 — Казачья быль
- 1992 — Вверх тормашками
- 1991 — Дикое поле
- 1990 — Кошмар в сумасшедшем доме
- 1989 — Молодой человек из хорошей семьи
- 1989 — Лошади в океане
- 1987 — Команда «33»
- 1986 — Покушение на ГОЭЛРО
- 1985 — Тайна Золотой горы
- 1983 — Семён Дежнёв
- 1982 — Тем, кто остаётся жить
- 1980 — На берегу большой реки

### Актёр
- 2008 — Серебро — Ферапонт
- 1999 — Казачья быль — Чига
- 1993 — И вечно возвращаться — эпизод
- 1992 — Вверх тормашками — Иван Попсуйко, казак-хуторянин, механизатор
- 1991 — Дикое поле — Лукьян Чига
- 1990 — Кошмар в сумасшедшем доме — Иван, ассенизатор
- 1989 — Молодой человек из хорошей семьи — недовольный режиссёр
- 1989 — Лошади в океане — тюремщик
- 1989 — Гарем Степана Гуслякова — Парфёныч, отец Мариши, колхозник
- 1988 — Серая мышь — Ванечка
- 1987 — Команда «33» — эпизод
- 1986 — Покушение на ГОЭЛРО — Казанец, чекист (нет в титрах)
- 1983 — Семён Дежнёв — Тимошка
- 1982 — Тем, кто остаётся жить — эпизод
- 1981 — Сын полка — Матвеев

### Сценарист
- 1999 — Казачья быль
- 1992 — Вверх тормашками
- 1991 — Дикое поле
- 1990 — Кошмар в сумасшедшем доме
- 1989 — Лошади в океане